# Thieleman Janszoon van Braght

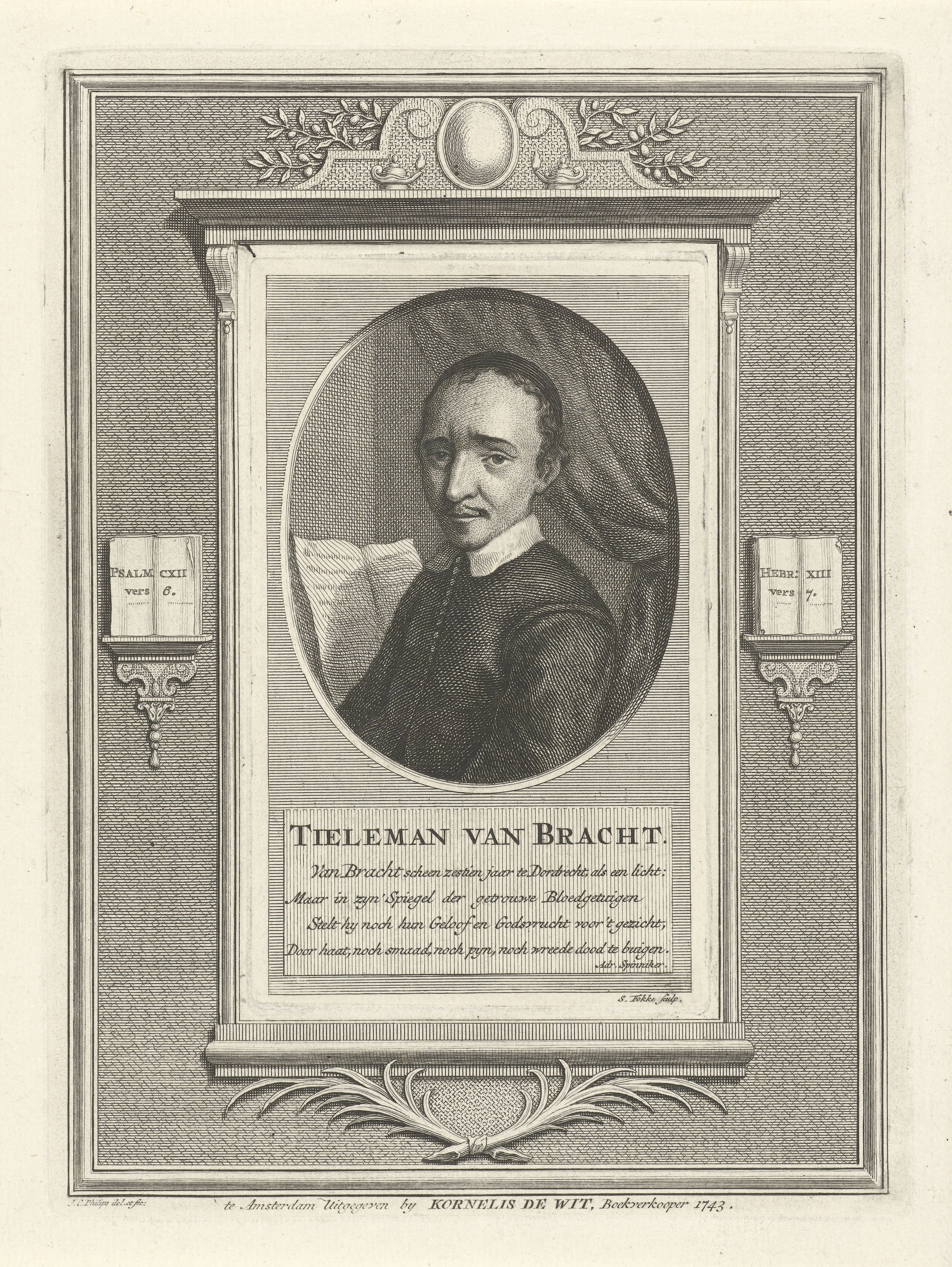
Tieleman van Bracht, Gravur von Simon Fokke, nach Jan Caspar Philips

Thieleman Janszoon van Braght (29. Januar 1625 in Dordrecht – 7. Oktober 1664) war ein Täufer und der Autor des Märtyrerspiegel.
Van Braght wurde 1625 geboren als Sohn eines Tuchwebers. Nach dem Studium der Theologie trat er 1648 in seiner Vaterstadt bei Mennoniten, die man auch Taufgesinnte (ndl. Doopsgezinde) nannte, als Prediger auf, die er auch in öffentlichen Disputationen verteidigte.
Mehr als durch seine „Schole der redelyke denge“ (1657) und die nach seinem Tode herausgegebenen Predigten wurde er durch seine kirchenhistorische Arbeit berühmt.
1660 erschien zu Dordrecht: „Het bluedig tooneel of martelaarsspiegel der doopsgezinde en weerlooze christenen“ (Das blutige Schauspiel oder Martyrerspiegel der taufgesinnten und wehrlosen Christen), 1685 zum zweiten Mal herausgegeben und häufig im Auszug gedruckt.
Das Werk beanspruchte, die Geschichte und Zeugnisse früherer Protestanten und Gegner der römisch-katholischen Kirche, die als Märtyrer starben, zu dokumentieren.
Die Verwendung des Wortes „wehrlos“ bezieht sich in diesem Fall auf die Täufer-Lehre zur Gewaltlosigkeit.
Täufer, die Gewaltlosigkeit ablehnten – so auch ein Bruder des Menno Simons – wurden nicht im Märtyrerspiegel aufgeführt.
Er betonte dabei, dass taufgesinnte Christen schon in den frühesten Zeiten der christlichen Kirche zu finden gewesen seien.
Daher enthielt das Werk für den Abschluss eines jeden Jahrhunderts eine Geschichte der Taufe.